# Pierre-Esprit Radisson
Pierre-Esprit Radisson (França, 1636 – Inglaterra, 1710) foi um explorador e cartógrafo, cuja exploração de 1668 levou à formação da Companhia da Baía de Hudson. Explorou, na América do Norte, o Médio Oeste e o Norte Longínquo (como eram então designadas as regiões mais remotas do Canadá).
Raptado em 1652 por índios saqueadores mohawks quando caçava perto de casa, em Trois Rivières, perto do Quebec, Radisson foi adoptado por um casal índio e aprendeu as tradições da vida nómada. Depois de alguns anos conseguiu fugir, tendo regressado à vida selvagem como caçador e guia.
Descobriu o curso superior do rio Mississippi, foi o primeiro europeu a entrar no Dakota do Norte, Dakota do Sul e norte do Nebraska. Terá chegado à Baía de Hudson por terra. Se o fez, foi o primeiro europeu a consegui-lo.